# (183560) Křišťan
(183560) Křišťan est un astéroïde de la ceinture principale.

## Description
(183560) Kristan est un astéroïde de la ceinture principale. Il fut découvert le 24 mai 2003 à l'observatoire Kleť par le projet KLENOT. Il présente une orbite caractérisée par un demi-grand axe de 3,15 UA, une excentricité de 0,26 et une inclinaison de 17,2° par rapport à l'écliptique.

## Compléments